# 阿尔泰兹德贝阿恩
阿尔泰兹德贝阿恩（法語：Arthez-de-Béarn，法語發音：[aʁtɛz də beaʁn]，意为“贝阿恩的阿尔泰兹”）是法国大西洋比利牛斯省的一个市镇，位于该省北部偏东，属于波城区。

## 地理
阿尔泰兹德贝阿恩（43°27'52"N, 0°36'56"W）面积27.92 平方千米，位于法国新阿基坦大区大西洋比利牛斯省，该省份为法国东南部省份，涵盖了贝阿恩与北巴斯克，西临大西洋比斯開灣，北至朗德省，东北接热尔省，东临上比利牛斯省，南与西班牙接壤。
与阿尔泰兹德贝阿恩接壤的市镇（或旧市镇、城区）包括：蒙村、阿尔加尼翁、梅斯普莱德、阿热托班、波姆斯、卡斯蒂永（阿尔泰兹德贝阿恩县）、拉克、巴朗桑。
阿尔泰兹德贝阿恩的时区为UTC+01:00、UTC+02:00（夏令时）。

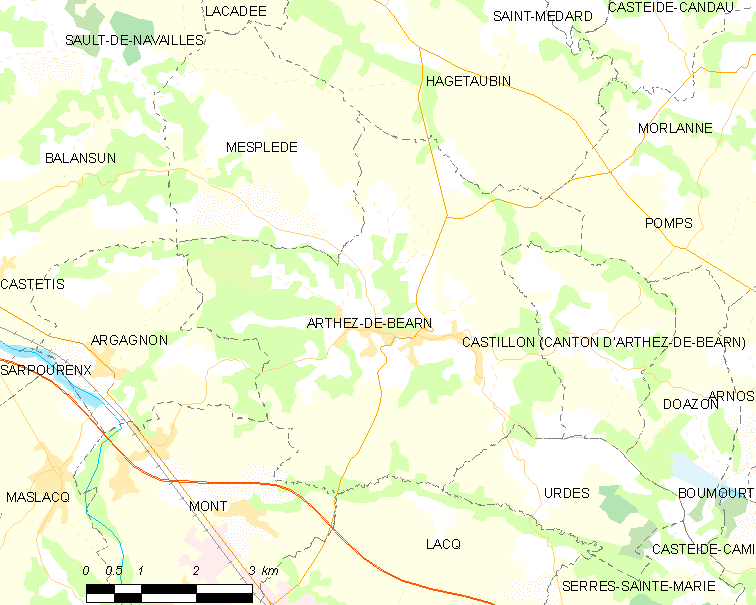
阿尔泰兹德贝阿恩的OSM定位图

## 行政
阿尔泰兹德贝阿恩的邮政编码为64370，INSEE市镇编码为64057。

## 政治
阿尔泰兹德贝阿恩所属的省级选区为阿尔蒂克斯和苏贝斯特尔地区县。

## 人口

1962-2008年间阿尔泰兹德贝阿恩人口变化图示

阿尔泰兹德贝阿恩于2022年1月1日时的人口数量为1829人。